# Taucher Ferenc
Taucher Ferenc (Kolozsvár, 1738. július 16. – Buda, 1820. október 20.) pécsi kanonok, csillagász.

## Életpályája
1753. október 16-án Trencsénben belépett a Jézus-társaságba. Tanulmányainak befejezése után, 1757-ben társa lett a nagyszombati csillagvizsgáló igazgatójának; azután teológiát tanított a nagyszombati egyetemen. A rend eltöröltetése (1773) után Weisz Ferenc híres csillagász utóda és a csillagászat tanára lett. Amikor 1777-ben a csillagvizsgáló Budára költözött át Weisz Ferenc vezetésével, Taucher Nagyszombatban maradt és folytatta csillagászati megfigyeléseit a nehéz körülmények ellenére is. Weisz halála után, 1785-ben Taucher Budára költözött és ő lett az obszervatórium vezetője. 1806-ban nyugalmaztatván, pécsi kanonoki címmel az egyetemes papnevelőben lelkiigazgató lett 1819-ig. Később Budán élt.
Műveit Hell Miksa a  bécsi Ephemeridesben közölte (1772. Observatio Ecclipsis Solis 3. Juni 1769. facta in Collegio Tyrnaviae) stb.